# Ползунова, Алла Михайловна
Алла Михайловна Ползунова (12 апреля 1937, Саратов — 26 июля 2021, Москва, Россия) — мастер-наездник и общественный деятель в области рысистого коневодства.

## Детство и юность
Алла Ползунова родилась 12 апреля 1937 г в семье журналиста. Её детство прошло в Абакане, где её мать преподавала в Абаканском педагогическом училище. В 1953 году Ползунова поступила в Московскую сельскохозяйственную академию им. К. А. Тимирязева. После её окончания пришла на работу на Центральный Московский ипподром (ЦМИ). Работала в отделениях замечательных наездников А. Ф. Щельцына, а затем П. А. Лыткина.

## Мастер-наездник
Выступать в качестве наездника А. М. Ползунова начала с 1956 года. За годы работы наездником Алла Михайловна смогла достичь больших высот. Она стала мастером-наездником, выиграла Большой всесоюзный четырёхлетний приз (Дерби) в 1972 г. на кобыле Гугенотке, четыре раза «Приз Мира» в 1975—1977 гг. на Идеале, в 1979 г. на Глицинии, дважды «Приз Элиты» в 1973 г. на Гугенотке, в 1978 г. на Глицинии, «Приз СССР» на Глицинии в 1978 г. и ряд других престижных призов. Рекорд, установленный ею в заезде на свидетельство резвости на дистанцию 1600 м на кобыле старшего возраста Глицинии в 1978 г. (2.00,7) простоял 36 лет и был побит только в 2014 г. В её руках два жеребца вошли в класс «безминутных» — Идеал (1.58,8) и Властный (1.58,7). Общее число её побед превысило 900. Она выступала на ипподромах Советского Союза, Финляндии, Германии, Венгрии, Нидерландов и США.

## Учеба и преподавание
С 1969 г. А. М. Ползунова совмещала работу на ЦМИ с учебой в заочной аспирантуре ВНИИ коневодства и с изучением высшей нервной деятельности рысаков. Она стала соавтором книги, ставшей ныне классической — «Тренинг и испытание рысаков», — вместе с видным специалистом Г. Г. Карлсеном и группой других авторов. Затем защитила диссертацию и стала кандидатом сельскохозяйственных наук.
С 1972 года стала преподавателем филиала Хреновской школы наездников при ЦМИ и занималась преподавательской деятельностью до самой смерти. Многие её ученики стали видными наездниками ЦМИ и на других ипподромах и конных заводах.

## Общественная деятельность
Ещё оставаясь действующим наездником, А. М. Ползунова начала вести большую общественную работу. В 1974 г. при её непосредственном участии на ЦМИ был организован Клуб любителей рысистого бега, впоследствии преобразованный в Клуб наездников-любителей. В 1991 она стала одним из организаторов Ассоциации рысистого коневодства «Содружество», которую возглавила в 2003 г. Велика роль этой Ассоциации в сохранении самой известной в России породы — орловского рысака, и в возрождении русской тройки — символа России.
А. М. Ползунова была прекрасным комментатором рысистых соревнований. Благодаря её профессиональным комментариям тысячи зрителей на ипподромах страны познакомились с основами рысистых испытаний и с соревнованиями русских троек. Миллионы телезрителей слушали её комментарии в передаче «Бега и скачки» на «7 канале» ТВ. Последние годы Ползунова работала вице-президентом Ассоциации «Содружество рысистого коневодства России», являлась главным редактором профессионального журнала «Беговые ведомости», комментатором канала «Конный мир ТВ».

## Международная деятельность
В 1988 году по приглашению американского наездника Дэлвина Миллера А. М. Ползунова посетила США, и эта поездка способствовала установлению международных контактов советских конников. Она пользовалась большим авторитетом среди коллег. Американские коллеги подарили ей жеребца Амберджек Рана, последний зарекомендовал себя отличным производителем (отец рекордистки Афродиты).
В 1991 году Ползунова участвовала во Всемирной рысистой конференции в Новой Зеландии, после чего конники СССР создали Ассоциацию рысистого коневодства «Содружество» и единодушно избрали А. М. Ползунову вице-президентом ассоциации.
Во многом благодаря ей спустя несколько лет Россия стала членом Европейского рысистого Союза (UET) и Всемирной рысистой ассоциации (ITA). Сама Алла Михайловна была избрана почётным членом ITA.

## Смерть
Скончалась 26 июля 2021 года в Москве после продолжительной болезни. Похоронена на Ваганьковском кладбище.25 участок (за стеной колумбария)

## Избранные сочинения
- Ганулич А. А., Ползунова А. М., Сборнов В. Л. Лошадь в русской упряжке. — М.: Аквариум, 2009.
- Карлсен Г. Г., Ползунова А. М. и др. Тренинг и испытание рысаков. — М.: Колос, 1978.
- Крепыш — лошадь столетия: сборник. / Сост. А. М. Ползунова. — М.: ООО «ИПК Синтезполиграф», 2004.
- Ганулич А. А., Ползунова А. М. Бега и рысаки. — М.: Аквариум, 2013.
- Ганулич А. А., Ползунова А. М. История Центрального московского ипподрома. — М.: Аквариум, 2015.
- Ганулич А. А., Ползунова А. М. Легенды рысистых ипподромов. — М.: Аквариум, 2016.